# Seeds of Hope

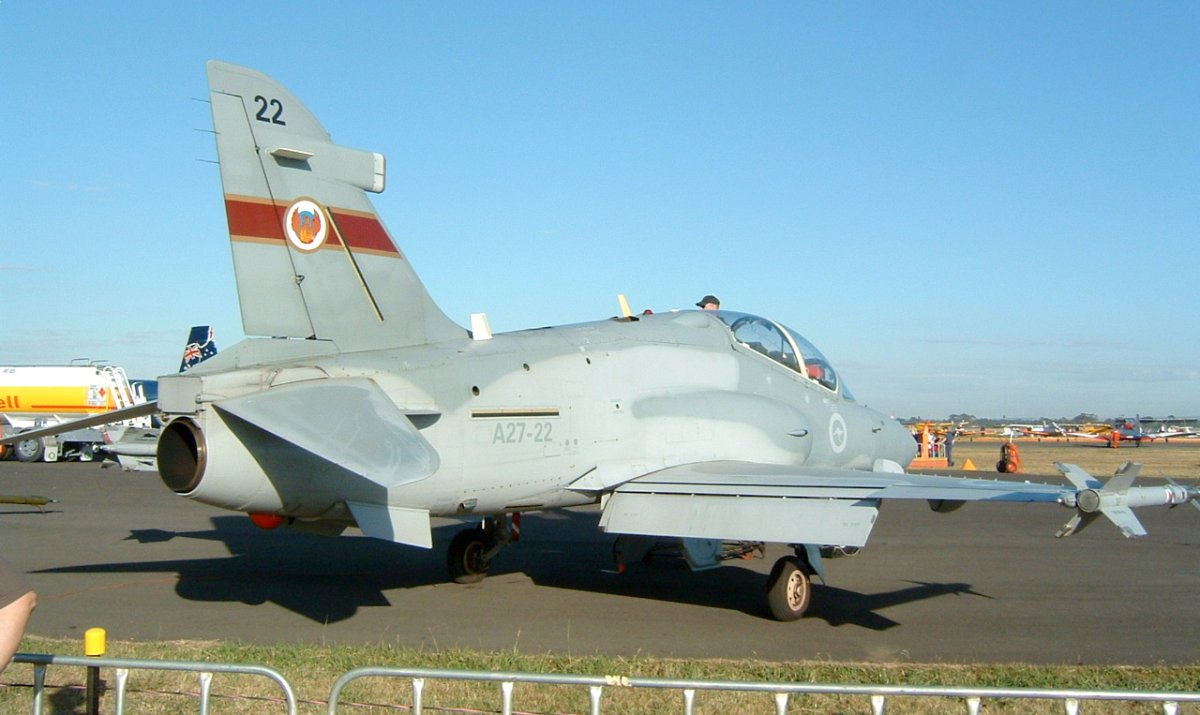
Hawk

Seeds of Hope var en brittisk plogbillsgrupp som den 29 januari 1996 avrustade ett Hawk-stridsflygplan genom att slå på nosen och kontrollpanelen med hammare. Planet skulle skickas till Indonesien, där det enligt gruppen skulle användas i attacker mot befolkningen i det ockuperade Östtimor. Seeds of Hope var den första plogbillsaktion som frikändes i en domstol.
I en videofilm som lämnades i flygplanet efter aktionen förklarade gruppen att de ville inspirera till hopp i stället för våld och girighet, därav gruppens namn. Gruppen kallades också "Warton four" och "Ploughshare Four".
Gruppen bestod av Lotta Kronlid (trädgårdsmästare från Sverige), Andrea Needham (sjuksköterska från Kirby), Joanna Wilson (rådsmedlem från Merseyside) och Angie Zelter (freds- och miljöaktivist).

## Aktionen
På morgonen 29 januari 1996 tog sig gruppen in på British Aerospace:s vapenfabrik i Warton i nordvästra England. Där avrustade de ett Hawk-stridsflygplan genom att slå på nosen och kontrollpanelen med hammare. Sedan satte de upp fotografier på offren vid massakern i Santa Cruz i Östtimor 1991. De lämnade också ett videoband i pilotens stol där de förklarade varför de gjort aktionen, med ögonvittnesskildringar av hur Hawk-planen användes i Östtimor, och med klipp från John Pilgers dokumentär Death of a Nation: The Timor Conspiracy. Efteråt försökte gruppen uppmärksamma vakterna vid fabriken om sin närvaro. Då det inte gick ringde de till brittiska Press Association och berättade om aktionen, vilka i sin tur informerade polisen.
Angie Zelter var inte med på själva aktionen utan arresterades en vecka senare då hon deklarerade att hon skulle bryta sig in på fabriken och fortsätta avrustningen.

## Rättegången
De fyra kvinnorna åtalades för grov skadegörelse och uppsåt till grov skadegörelse i Queen Elisabeth II Crown Courts, Liverpool, 22 till 30 juli 1996. Under rättegången lyckades de åtalade visa att det avrustade planet skulle användas i massakern på befolkningen i Östtimor. De åtalade hävdade att det inte var de utan vapenföretaget och den brittiska regeringen som var brottslingar.  
Plogbillsgruppen använde enligt dem själva rimlig åverkan, "reasonable force", i syfte att förhindra ett allvarligare brott, något som är lagligt i Storbritannien. Eftersom plogbillsgruppen tidigare hade varit involverade i en tre år lång kampanj för att stoppa Hawk-affären - och bland annat polisanmält British Aerospace - utan resultat så var avrustningen en sista utväg.
Under rättegången vittnade bland andra politikern Jose Ramos Horta (vilken senare samma år fick Nobels fredspris) och journalisten John Pilger.
Juryn gick på de åtalades linje och förklarade därmed plogbillsaktionen för laglig.

## Eftermäle
Sångerna With my hammer av Seize the Day och Four Strong Women av Maurie Mulheron handlar om Seeds of Hope. 
Dokumentären Grounding a Hawk with a Hammer handlar om Joanna Wilson och Andrea Needham, och om kampen i Storbritannien mot folkmordet i Östtimor.
Aktivisterna Sam Walton och Daniel Woodhouse utförde en avrustningsaktion mot stridsplan som skulle säljas till Saudiarabien, på dagen 21 år efter Seeds of Hopes aktion, med samma hammare.
Boken The Hammer Blow: How 10 Women Disarmed a War Plane (2016) av Andrea Needham berättar om aktionen.